# Pseudomaladera nitidifrons
Pseudomaladera nitidifrons är en skalbaggsart som beskrevs av Shuhei Nomura 1974. Pseudomaladera nitidifrons ingår i släktet Pseudomaladera och familjen Melolonthidae. Inga underarter finns listade i Catalogue of Life.